# Herbert W. Liaunig

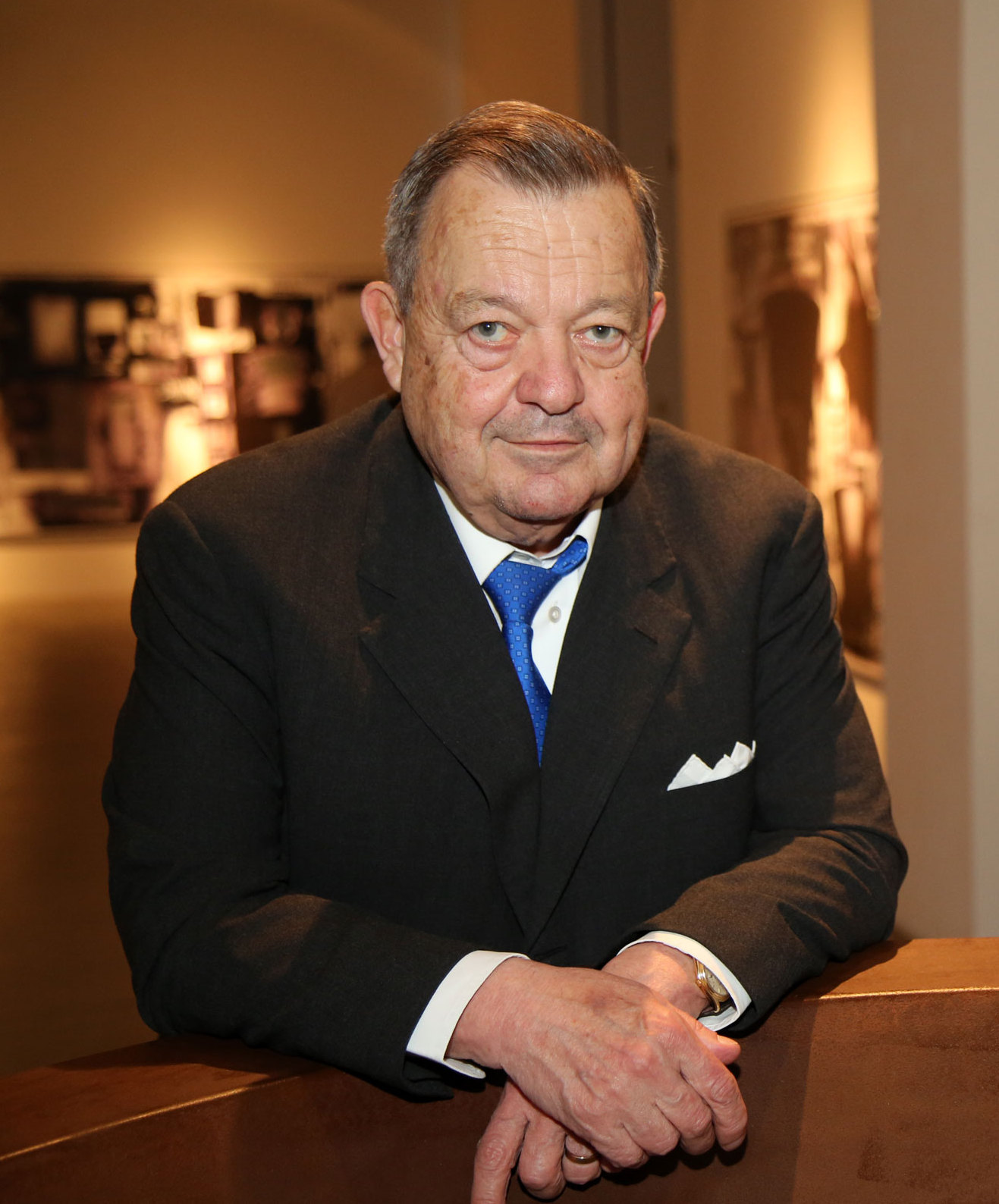
Herbert Liaunig (2015)

Herbert Walter Liaunig (* 11. Juli 1945 in Radenthein, Kärnten; † 29. September 2023) war ein österreichischer Unternehmer und Kunstsammler.
Er schloss das Studium der Wirtschaftswissenschaften mit dem akademischen Grad Diplomkaufmann (Dkfm.) ab.

## Tätigkeit als Unternehmer
Nach 18 Jahren in der Turnauer-Gruppe gründete er 1989 die Auricon Beteiligungs AG mit Sitz in Wien, die in der Folge einige Industriebeteiligungen erwarb. An der Gründung der Management Trust Holding (MTH) war er hingegen anders als kolportiert nicht beteiligt. Im Jahr 2001 wurde die Auricon aufgelöst, die Aktionäre wurden direkt an den Industrietöchtern Jenbacher AG und Austria Email AG beteiligt. Zu seinen Unternehmen zählte auch die 1989 gegründete Mericon Holding welche mehrheitlich an der Österreichische Schiffswerften AG beteiligt war und 1995 eine Mehrheitsbeteiligungen an der Waagner-Biro erwarb. Im gleichen Jahr ging die Mericon in der Auricon auf.
Liaunig hat sich vor allem als Sanierer zahlreicher Unternehmen einen Namen gemacht (teils als Manager, teils als Eigentümer), darunter der Spanplattenhersteller Funder, Jenbacher, die Österreichische Schiffswerften AG, die Binder+Co AG und die Austria Email AG. Vorwürfe des grünen Sozialsprechers Karl Öllinger und des Wiener Bürgermeisters Michael Häupl, er habe mit der Stadt Wien getroffene Beschäftigungsgarantien nicht eingehalten, wurden vor Gericht ausgetragen. Öllinger wurde verurteilt, Häupl gab eine entsprechende Ehrenerklärung ab. Ein bei deutschen Historikern in Auftrag gegebenes Buch über die Geschichte der Auricon und der Mericon zeigt anhand der wichtigsten Unternehmenskennzahlen wie Umsatz, Gewinn und Anzahl der Mitarbeiter die erfolgreiche Unternehmensentwicklung der sanierten Unternehmen.
Die zu 100 Prozent im Eigentum der Herbert Liaunig Privatstiftung befindliche Liaunig Industrieholding AG ist über die Wild Holding GmbH mit 75 Prozent an dem in Völkermarkt ansässigen Hersteller von mechatronischen Produkten Wild GmbH sowie mit 36 Prozent an der Waagner-Biro AG und mit 28 Prozent an der Binder+Co AG beteiligt. Die Liaunig Industrieholding stand bis Ende Februar 2013 unter Führung von Herbert Liaunig, zu diesem Termin übergab der 67-Jährige an seinen älteren Sohn Mag. Alexander Liaunig (43, also * 1969, eventuell 1970), der bis dahin in der Mediengruppe rund um die Tageszeitung „Der Standard“ für die Finanzen zuständig war.
Die ebenfalls zu 100 Prozent im Eigentum der Herbert Liaunig Privatstiftung befindliche HL Museumsverwaltung GmbH mit Sitz in Neuhaus wurde vom zweiten, um ein Jahr jüngeren Sohn (* 1970/1971), dem Architekten Peter Liaunig, übernommen.
Im Wirtschaftsmagazin trend wird Liaunig im Jahr 2015 unter den reichsten Österreichern auf Platz 75 gelistet (2014: Platz 70, 2013: Platz 67).
Liaunig starb am 29. September 2023.

## Kunstsammlung

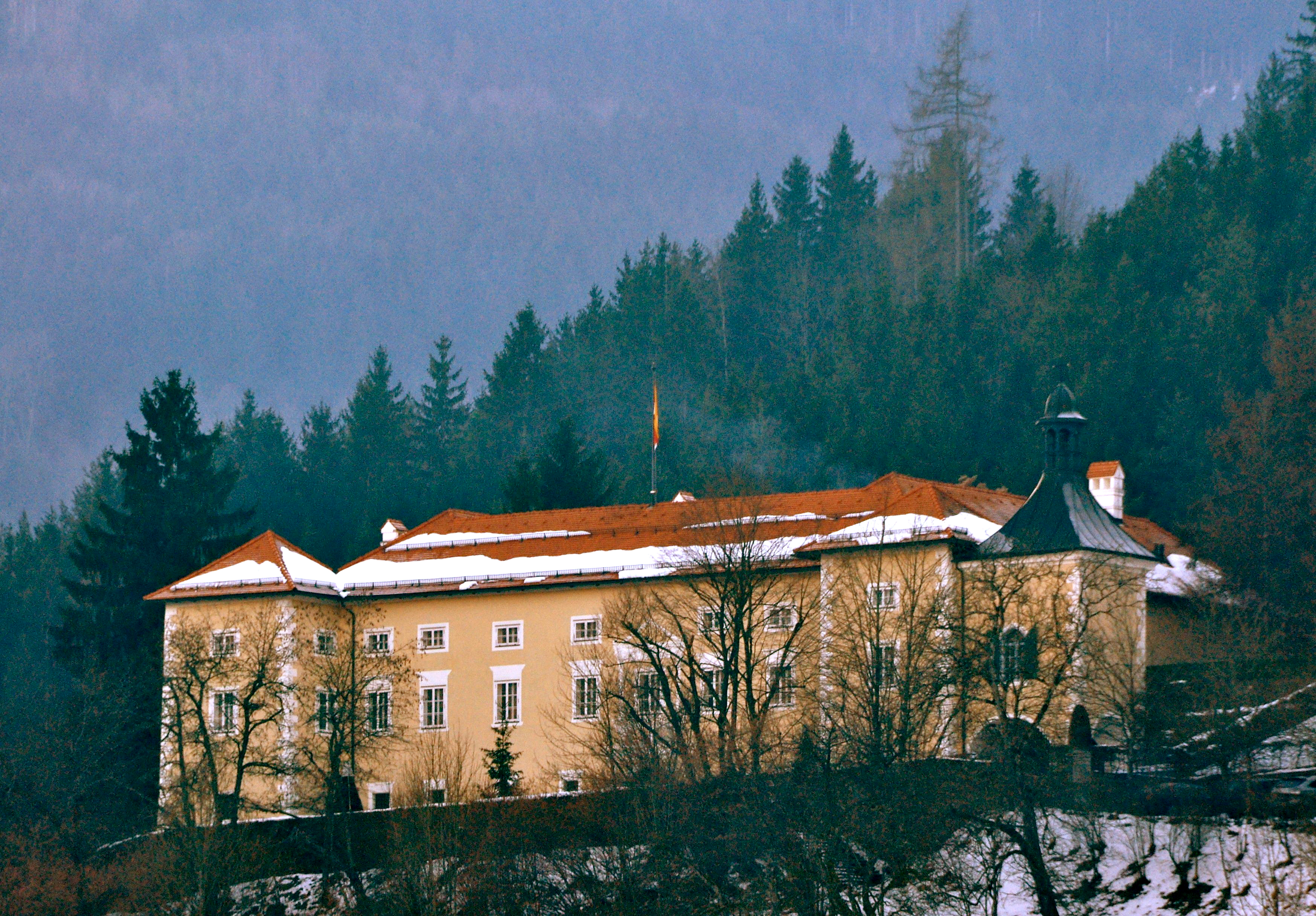
Schloss Neuhaus

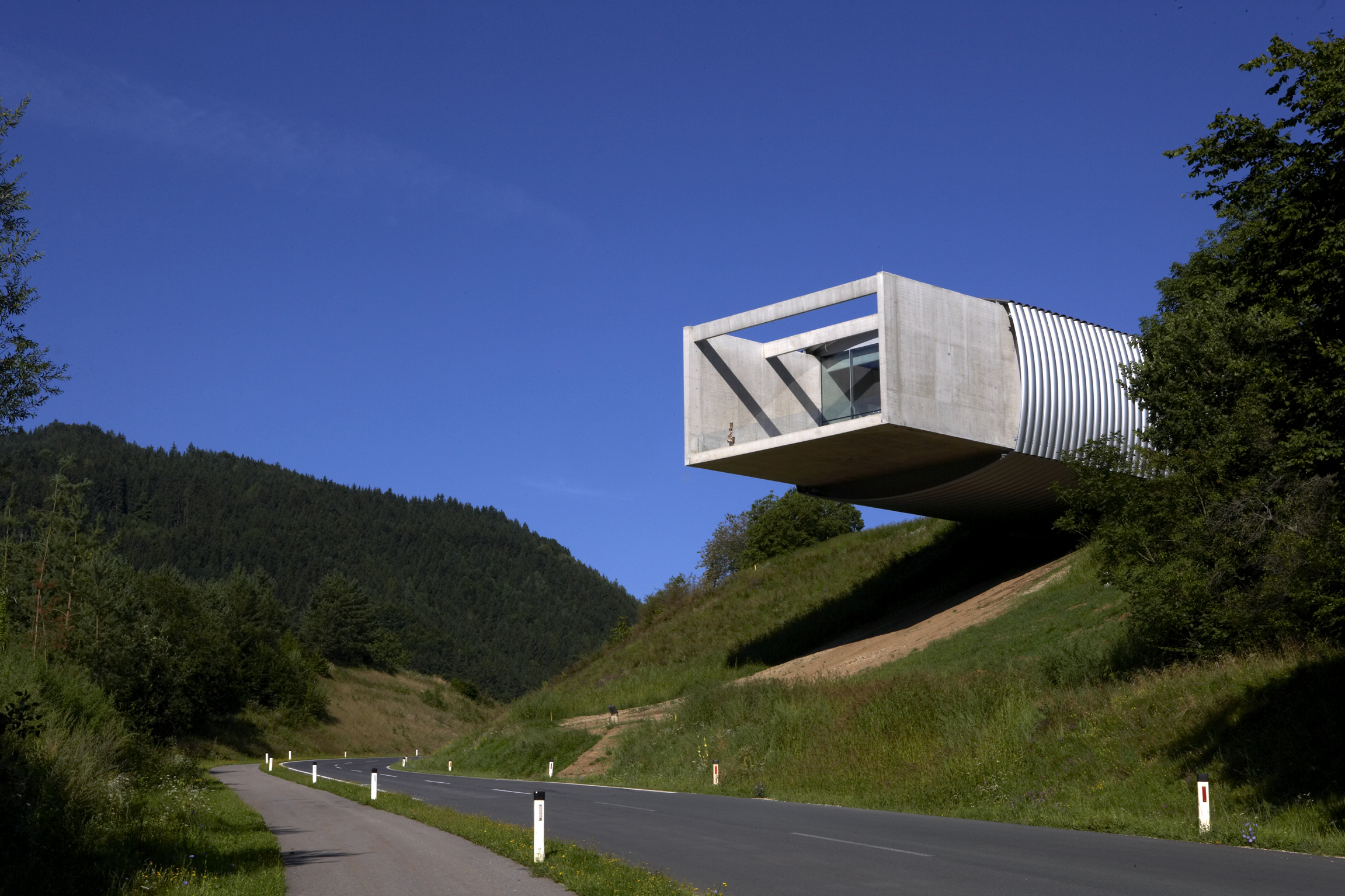
Museum Liaunig in Neuhaus, Kärnten

1988 kaufte er in Südkärnten Schloss Neuhaus nahe Lavamünd als Wohnsitz und für seine Kunstsammlung. In den Folgejahren wurde es nach den Plänen des Architekten Günther Domenig renoviert und umgebaut. Das Schloss fungiert auch als regionales Kulturzentrum.
Liaunigs Sammlung umfasst neben modernen Kunstwerken auch afrikanische Goldkunst, Bücher, Atlanten, Silber und Gläser. 2008 eröffnete Liaunig in Neuhaus das Privatmuseum Museum Liaunig. Aufgrund der auf mehr als 5000 Werke angewachsenen Sammlung wurde seit Frühjahr 2014 das Museum nach Plänen des Wiener Architekten-Team querkraft um ca. 2.500 m² auf insgesamt 7.500 m² erweitert und im April 2015 wieder eröffnet.
Das Museum Liaunig wurde bereits vier Jahre nach Fertigstellung im Dezember 2012 seitens des Bundesdenkmalamtes unter Denkmalschutz gestellt.

## Ehrungen
2003 wurden Herbert Liaunig und seine Ehefrau Eva Liaunig (geborene Roth) mit dem Einspieler-Preis, benannt nach dem Kärntner Priester, Politiker und Publizisten Andrej Einspieler, gestiftet vom Christlichen Kulturverband und vom Rat der Kärntner Slowenen, ausgezeichnet. Laudatorin Rosina Katz-Logar würdigte das Ehepaar unter anderem dafür, ihr Schloss auch für die slowenische Kultur geöffnet und für eine offene Geisteshaltung in Volksgruppenfragen mutig Stellung bezogen zu haben. Weitere Auszeichnungen umfassen z. B. die Verleihung des Titels Kommerzialrat (1986), des Großen goldenen Ehrenzeichens des Landes Kärnten (1994) und des Großen goldenen Ehrenzeichens des Landes Steiermark (1999). Daneben erhielt Herbert Liaunig mehrere Ehrenbürgerschaften sowie Wirtschafts- und Architekturpreise. 2023 wurde er im Rahmen der Wahl der Köpfe des Jahres der Regionen Lavanttal und Völkermarkt der Kleinen Zeitung mit dem Sonderpreis für das Lebenswerk ausgezeichnet.